# Carlos José Romero Mensaque
Carlos José Romero Mensaque (Sevilla, 1957) es un historiador y teólogo español.

## Biografía
Doctor en Historia por la Universidad de Sevilla y doctor en Teología (Artes y Humanidades) por la Universidad de Murcia, especializado en  religiosidad española de los siglos XVII y XVIII. Ha escrito varios libros sobre el rosario, su devoción y cofradías y sobre la Semana Santa y su historia.
Ha publicado varios artículos en revistas científicas, además de exponer sobre religiosidad popular moderna en congresos nacionales e internacionales.
Desde 1984 es profesor-tutor de Historia Medieval e Historia Moderna en el Centro Asociado de la UNED de Sevilla.
Doctor en teología, es profesor de Religión en el IES Martínez Montañés. Ha impartido clases en el IES Arrabal de Carmona, en el Colegio San Alberto Magno de Montequinto y en los IES Ciudad Jardín, IES Beatriz de Suabia e IES Vicente Aleixandre de Sevilla.
Posee un máster Oficial en Bioética (UCAM, 2011) y otro en Sexualidad humana, con especialización en la temática adolescente. Es autor de Los sentimientos en la sexualidad adolescente: la experiencia del enamoramiento (CCS, 2013)
Pertenece a las instituciones: Cofradía Internacional de Investigadores, Fundación Española de Historia Moderna, Sociedad Española de Ciencias de las Religiones, ASCIL, Hespérides, Asociación Española de Sexología.
El 28 de marzo de 2019 recibió en el Teatro Quintero de Sevilla el premio «Semana Santa de Sevilla de Investigación», por sus contribuciones al estudio de la Semana Santa y de la religiosidad popular.

## Obras
- "Los laicos dominicos de Sevilla: de la Orden Tercera de San Pablo a la Fraternidad de San Jacinto"(2020)
- La devoción del Rosario en España y sus cofradías en la Modernidad (2017)
- El Rosario en Sevilla: devoción, hermandades y rosarios públicos (2004)
- El Rosario en la provincia de Sevilla (2010)
- El Rosario de la aurora y sus coplas (2008)
- El Consejo General de Cofradías de Sevilla"
- Conflictos y pleitos en las hermandades de Sevilla (2000)
- Breve historia de la Semana Santa de Sevilla, que versa sobre la Semana Santa del Barroco.(2001)
- Tormentas de verano (1995)
- No me importa contártelo (1998), Ed. CCS
- La mujer del Calvario (2002), Ed. Hermandad de la Piedad (El Viso del Alcor)
- El Vía Crucis de Jesús y nuestros vía crucis" (2007). Ed. CCS. Varias ediciones.
- El Rosario de María de Nazaret" (2018). Ed. Círculo Rojo. Varias ediciones
- Los sentimientos en la sexualidad adolescente. La experiencia del enamoramiento (2013), Ed. CCS.
- " Confesiones de María Magdalena a una adolescente" (2022). Ed. Círculo Rojo